# IMG Academy
La IMG Academy (anteriormente conocida como Nick Bollettieri Tennis Academy (NBTA)), es un internado preparatorio y destino de entrenamiento deportivo ubicado en Bradenton, Florida, Estados Unidos. IMG Academy está ubicada en más de 600 acres y presenta programas que consisten en campamentos deportivos para atletas jóvenes, campamentos para adultos, un internado, que incluye un programa de posgrado/año sabático, eventos, capacitación profesional y universitaria, hospedaje grupal y retiros corporativos. IMG Academy es propiedad de Endeavor.

## Historia
Nick Bollettieri fundó la Academia de tenis Nick Bollettieri en 1978. La compañía deportiva IMG compró la academia en 1987.  IMG adquirió la división juvenil de la Academia de golf David Leadbetter en 1993 y agregó programas de fútbol y béisbol en 1994. Se agregaron programas de hockey y baloncesto en el 2000 y 2001, respectivamente, y para el 2002 el campus de IMG se había expandido a 190 acres (0,77 km2). IMG Academy suspendió su programa de hockey en 2003. Se agregó fútbol en 2010, así como lacrosse.  El atletismo y el campo traviesa se agregaron en 2013.
IMG Academy actualmente se encuentra en 450 acres (180 ha) de terreno y, en 2011, IMG pagó $ 7,5 millones por 110 acres (45 ha) adicionales adyacentes al campus actual para una futura expansión. En 2014, IMG compró 24 acres (9,7 ha) adicionales. El terreno limita con el campus oeste de IMG, donde la academia de rendimiento deportivo está experimentando una expansión de $198 millones.
La Escuela IMG Pendleton fue fundada en 1999 como una escuela mixta de preparación universitaria para estudiantes atléticos. En 2012, la escuela cambió su nombre a "IMG Academy".  Ofrece tanto académicos como atléticos.
En 2021, la escuela se enfrentó a Bishop Sycamore en la que ganaron en una derrota por 58-0. Bishop Sycamore recibió un escrutinio después del juego y se cuestionó su existencia.

## Programas

### Tenis para chicos(as)
Los programas de tenis de IMG Academy ofrecen campamentos de tenis durante todo el año que van de una a cinco semanas de duración y están dirigidos por el director Rohan Goetzke. El campus cuenta con 35 canchas duras al aire libre, 5 canchas duras cubiertas y 16 canchas de arcilla verde.
En 1987, treinta y dos estudiantes de la academia o exalumnos estaban en el sorteo de Wimbledon y veintisiete estaban en el US Open. Los antiguos alumnos famosos incluyen a Andre Agassi, Mónica Seles, Jim Courier, Kei Nishikori, Anna Kournikova, Serena Williams y María Sharápova.

### Fútbol Americano
IMG anunció la creación del John Madden Football Academy en marzo de 2010 y realizó su primer campamento del 4 al 6 de junio del 2010. El programa de fútbol ofrece un programa de residencia y campamentos durante todo el año que van de tres días a cinco semanas de duración y anteriormente fue dirigido por el ex-mariscal de campo de la NFL, Chris Weinke. La academia presentó un equipo de fútbol americano de secundaria por primera vez en 2013. En el 2013, MaxPreps llamó a IMG Academy "la mejor instalación de fútbol americano de la escuela secundaria del país". Kevin Wright fue nombrado entrenador en jefe en 2015 después de que Weinke aceptara un puesto como entrenador de mariscales de campo con el entonces St. Luis Rams. Wright guio al programa a su primera temporada regular invicta (9-0) en 2015.

## Fútbol
La IMG Academy ofreció un programa de academia y campamentos de fútbol durante todo el año desde 1999 hasta el 2017. En la institutción también se desarrolló un programa de residencia de tiempo completo de Federación de Fútbol de los Estados Unidos para las selecciones nacionales masculinas Sub-16 y Sub-17 de los Estados Unidos. Fue integral en el desarrollo de los mejores prospectos de fútbol juvenil de los Estados Unidos. La idea original del programa de residencia era dar a los jugadores de élite la oportunidad de entrenar en un entorno profesional, ya que la mayoría de los clubes de la MLS no tenían un sistema sustancial de academias juveniles antes de 2009. La Academia Bradenton creció de veinte jugadores iniciales a treinta en 2002 y luego a cuarenta en 2003. El programa se dividió en una escuadra Sub-16 y una escuadra Sub-17. El programa de chicas era miembro de la Girls Academy League.
Un día típico para el estudiante-atleta de Bradenton consistía en clases académicas por la mañana seguidas de entrenamiento deportivo por la tarde. Los estudiantes de la academia tomaron cursos acelerados y se graduaron de la escuela secundaria un año antes, lo que convierte a los jugadores que no se convierten en profesionales de inmediato en algunos de los prospectos más reclutados en el fútbol universitario. La academia se remonta a Project 2010, que destacó las formas en que U.S. Soccer podría convertir a la selección absoluta masculina en una amenaza legítima para ganar la Copa del Mundo a finales de la década. Dos programas que nacieron del Proyecto 2010 fueron Generación Adidas (anteriormente llamado Proyecto-40) y la Academia Bradenton. La academia se inició en enero de 1999 con el respaldo de IMG y Nike, pero se cerró en el 2017 debido a la proliferación de programas de la Academia de Desarrollo de EE. UU.

## Alumnos notables

### Fútbol Americano
- Andre Cisco.
- Marc Colombo.
- Angelo Crowell.
- Grant Delpit.
- Daniel Faalele.
- Deondre Francois.
- Hjalte Froholdt.
- K. J. Hamler.
- Mike Jenkins.
- Chris Kelsay.
- Josh Lambo.
- Dylan Moses.
- Kellen Mond.

### Fútbol
- Eddie Ababio
- Faris Abdi
- Freddy Adu
- Nelson Akwari
- Kevin Alston
- Jozy Altidore
- Bernardo Añor
- Bryan Arguez
- David Arvizu
- Corey Ashe
- Eric Avila
- DaMarcus Beasley
- Kyle Beckerman
- Nikolas Besagno
- Zak Boggs
- Carlos Borja
- Jonathan Bornstein
- Michael Bradley
- Brian Brooks
- Craig Capano
- Casey Castle
- Jordan Cila
- Matt Clare

### Tenis

#### Hombres
- Andre Agassi
- Paul Annacone
- Jimmy Arias
- Pablo Arraya
- Younes El Aynaoui
- Boris Becker
- Philip Bester
- Björn Borg
- Jim Courier
- Taylor Edgar
- Thomas Enqvist
- Brian Gottfried
- Tommy Haas
- Mauricio Hadad
- Ryan Harrison

#### Mujeres
- Sabine Lisicki
- Mirjana Lučić
- Iva Majoli
- Tara Moore
- Mary Pierce
- Raffaella Reggi
- Monica Seles
- Maria Sharapova
- Alexandra Stevenson
- Nicole Vaidišová
- Caroline Vis
- Heather Watson
- Serena Williams
- Venus Williams
- Fabiola Zuluaga